# Deutsche Meisterschaften 1951
Als Deutsche Meisterschaft(en) 1951 oder DM 1951 bezeichnet man folgende Deutsche Meisterschaften, die im Jahr 1951 stattgefunden haben:
- Deutsche Fechtmeisterschaften 1951
- Deutsche Nordische Skimeisterschaften 1951
- Deutsche Schwimmmeisterschaften 1951
- Deutsche Turnmeisterschaften 1951
- Deutsches Meisterschaftsrudern 1951
- Deutsche Basketballmeisterschaft der Frauen 1951
- Deutsche Feldhandball-Meisterschaft 1951
- Deutsche Handballmeisterschaft 1951
- Deutsche Leichtathletik-Meisterschaften 1951
- Endrunde der Deutschen Mannschaftsmeisterschaft im Schach 1951
- Deutsche Tischtennis-Meisterschaft 1951

Siehe auch:
- DDR-Meisterschaften im Bobsport 1951
- DDR-Ringermeisterschaften 1951
- DDR-Meisterschaften im Gewichtheben 1951
- DDR-Eishockeymeisterschaft 1951
- DDR-Meisterschaften im Feldfaustball 1951
- DDR-Bahn-Radmeisterschaften 1951 (Berufsfahrer)
- DDR-Straßen-Radmeisterschaften 1951
- DDR-Einzelmeisterschaft im Schach 1951
- DDR-Mannschaftsmeisterschaft im Schach 1951